# Nguyên soái Quân đội Nhân dân Triều Tiên
Nguyên soái Quân đội Nhân dân Triều Tiên (Hangul: 조선인민군원수; Chosŏn inmin'gun Wonsu) là cấp bậc quân sự cao nhất của Quân đội Nhân dân Triều Tiên. Tuy nhiên, đây không phải là cấp bậc quân sự cao nhất của Cộng hòa Dân chủ Nhân dân Triều Tiên. Nó thường được gọi tắt là Nguyên soái quân đội để phân biệt với cấp bậc Nguyên soái Cộng hòa Dân chủ Nhân dân Triều Tiên, vốn là cấp bậc tổng thống lĩnh, chỉ do lãnh đạo tối cao nắm giữ.
Cấp bậc Nguyên soái Quân đội Nhân dân Triều Tiên xếp trên cấp bậc Thứ soái. Hai cấp bậc này được xem là tương đương với phân hạng OF-10 của NATO.

## Lịch sử
Hệ thống cấp bậc sĩ quan quân sự tạm thời của Quân đội Nhân dân Triều Tiên được thành lập ngày 8 tháng 2 năm 1948, với hệ thống cấp hiệu tham chiếu hầu như hoàn toàn hệ thống quân hàm của Hồng quân Liên Xô bấy giờ, với danh xưng riêng, gồm 3 nhóm cấp bậc sĩ quan với 11 cấp bậc chi tiết. Đến tháng 2 năm 1953, hệ thống quân hàm mới chính thức được thành lập, đặc biệt bổ sung 2 cấp quân hàm tối cao là Nguyên soái và Thứ soái (còn gọi là Phó nguyên soái). Cấp bậc Nguyên soái Cộng hòa Dân chủ Nhân dân Triều Tiên (Chosŏn Minjujuŭi Inmin Konghwaguk Wonsu) phong cho Kim Nhật Thành với vị thế thống soái các lực lượng vũ trang giống như Đại Nguyên soái Stalin của Liên Xô. Cấp bậc Thứ soái (Chasu) phong cho Bộ trưởng Quốc phòng Choi Yong-kun, tương đương với cấp bậc Nguyên soái Liên Xô.
Năm 1992, nhân dịp sinh nhật 80 tuổi của Kim Nhật Thành, cấp bậc Đại nguyên soái được đặt ra để tôn phong cho ông. Đồng thời con trai ông, Kim Chính Nhật, cũng được tôn phong lên bậc Nguyên soái nhà nước. Bộ trưởng Quốc phòng bấy giờ là Thứ soái O Jin-u cũng được phong lên cấp bậc Nguyên soái, nhưng phân biệt với danh xưng Nguyên soái Quân đội Nhân dân Triều Tiên. Ông cũng là người đầu tiên giữ cấp bậc này. Vị Thứ soái đầu tiên và là tiền nhiệm của ông Choi Yong-kun đã qua đời trước đó.

## Danh sách
Từ khi thành lập chính thức vào năm 1992, Nguyên soái quân đội được phong cho 7 quân nhân, trong đó 2 người vẫn còn sống.
| STT | Họ tên        | Năm sinh - Năm mất | Năm thụ phong | Chức vụ khi thụ phong                             | Ghi chú |
| --- | ------------- | ------------------ | ------------- | ------------------------------------------------- | ------- |
| 1   | O Jin-u       | 1917–1995          | 1992          | Bộ trưởng Lực lượng Vũ trang Nhân dân (1976-1995) |         |
| 2   | Ch'oe Kwang   | 1918–1997          | 1995          | Bộ trưởng Lực lượng Vũ trang Nhân dân (1995-1997) |         |
| 3   | Ri Ul-sol     | 1921–2015          | 1995          | Ủy viên Ủy ban Quốc phòng                         |         |
| 4   | Kim Yong-chun | 1936–2018          | 2016          | Phó chủ tịch Ủy ban Quốc phòng                    |         |
| 5   | Hyon Chol-hae | 1934-2022          | 2016          | Ủy viên thường vụ Ủy ban Quốc phòng               |         |
| 6   | Ri Pyong-chol | 1948-              | 2020          | Phó chủ tịch Ủy ban Quốc phòng                    |         |
| 7   | Pak Jong-chon | ?-                 | 2020          | Tổng tham mưu trưởng                              |         |